# 테크니컬러

테크니컬러 로고

테크니컬러(Technicolor)는 일련의 컬러 영화 제작기법으로서 1916년에 첫판을 선보여 수십년에 걸쳐 개선되었다.
영국의 키네마 컬러(Kinemacolor)를 뒤이은 제작기법으로 헐리우드에서는 1922년부터 1952년까지 가장 광범위하게 사용된 제작방식이다. 테크니컬러는 화려한 색감으로 그 이름을 알리고 유명해졌는데 처음에는 《오즈의 마법사》(1939), 《다운 아젠틴 웨이》(1940)와 같은 뮤지컬 영화제작에, 《로빈 훗의 모험》(1938), 《바람과 함께 사라지다》(1939) 같은 시대극에, 《백설공주와 일곱난쟁이》(1937), 《걸리버 여행기》(1939), 《환타지아》(1940)와 같은 애니메이션 제작에 사용했다. 기술이 발전하자 화려하지 않은 드라마나 코메디 제작에 사용했다. 심지어 《애수의 호수》(1945), 《나이아가라》(1953)와 같은 필름 누아르를 테크니컬러로 제작하고는 했다.
테크니컬러는 컬러 영화의 홍일점으로서 테크니컬러 모션 픽쳐회사(줄여서 테크니컬러 회사)가 산업을 이끌었다. 이 회사는 프랑스 회사 테크니컬러 SA로 분할했다. 테크니컬러 모션 픽쳐회사는 1914년(1915년 메인주에서 주식회사 상장) 보스턴에서 허버트 칼머스, 다니엘 프로스트 컴스톡, W. 버튼 웨스콧이 설립했다. 회사 이름의 "테크"는 메사추세츠 기술 재단에서 유래했는데 칼머스와 컴스톡이 회사로부터 학위를 받았지만 후에는 사장이 되었다. 테크니컬러는 1921년 델라웨어에서 인가를 받았다. 대부분 테크니컬러의 초기 특허는 컴스톡과 웨스콧이 제안하고 칼머스가 사장이자 CEO로서 특허권을 행사했다.

## 명칭 사용처
테크니컬러라는 용어는 최소 5가지 개념을 설명하는데 쓰인다.
- 테크니컬러(Technicolor): 보조 서비스를 비롯한 대부분의 서비스를 제공하는 우산 회사(1914년-현재)
- 테크니컬러 연구소(Technicolor labs): 대부분 개발, 프린트, 필름 전사 등 컬러 영화 제작 이후 전반적인 제작을 담당하는 세계 곳곳의 영화 연구소이자 테크니컬러의 자산.(1922년-현재)
- 테크니컬러 프로세스(Technicolor process or format): 1932년 정점을 찍은 3색 영화기법으로 영화제작에 사용되는 일련의 이미지 제작 시스템(1917년–1955년)
- 테크니컬러 IB프린팅(Technicolor IB printing ("IB"는 염색 과정을 위한 "흡수"의 축약어)): 컬러 영화를 제작하기 위한 기법으로 염료를 사유화 발색 방식 프린팅보다 더 안정적이고 영구적으로 쓸 수 있었다. 특수 테크니컬러 카메라로 촬영되는 기존의 흑백영화용 네거티브 필름으로 사용했다(1928년-2002년. 1974년 이후로부터 연구소에 따라 다양하게 사용되었다.)
- 테크니컬러(Prints or Color by Technicolor): 1954년부터 사용되기 시작했는데 당시 이스트먼 컬러(그리고 다른 싱글 스트립 필름)는 3개의 네거티브 필름 스트립을 대체한 반면 어떤 테크니컬러 IB 프린트는 계속 사용했다.[6] 이 이름의 의미는 1954년부터 제작됐던 영화 주제의 위키피디아(아래에 있는 #이스트먼컬러의 도입으로 인한 쇠퇴 문단도 읽어보길 바란다)에 참조되는데 크래딧에 테크니컬러의 이름이 나타난다.(1953년-현재)

## 역사

### 2색 테크니컬러

#### 1세대

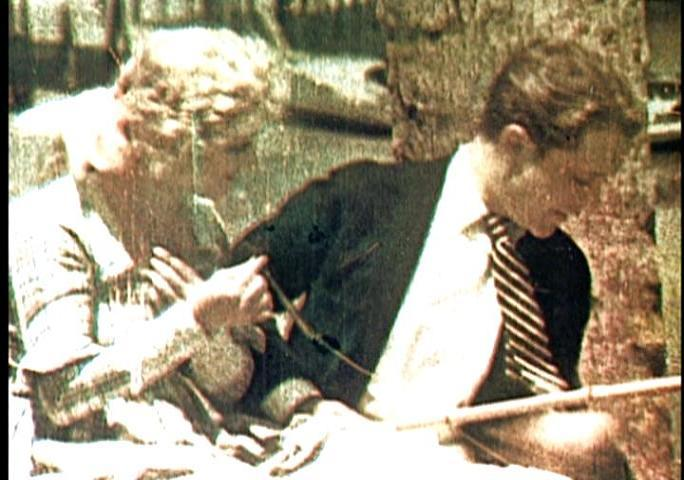
테크니컬러 필름으로 처음 공개된 《걸프비트윈》(1917) 중 현존하는 몇 장면

테크니컬러는 2색 컬러(적색, 녹색) 시스템으로 나타난다. 1세대(1916)는 카메라렌즈 뒤에 프리즘 빔 분할기가 각 2개의 흑백 네거티브 필름을 순차적으로 노출하는데 하나는 적색 필터를 끼고 다른 하나는 녹색 필터를 꼈다. 2개의 프레임으로 동시에 노출하면 필름이 정상 속도로 촬영하고 투사한다. 상영하기 위해서는 2개의 조리개(하나는 적색필터가 다른 하나는 녹색필터가 달림)가 달린 특수 프로젝터와 렌즈 2개, 그리고 스크린에 2개의 이미지를 알맞게 조정할 프리즘이 필요하다. 1917년 2월 21일 뉴욕에서 처음으로 미국 광산 엔지니어 협회사람들에게 시연했다. 테크니컬러는 1세대로 《걸프 비트윈》을 자체제작했는데 1917년 9월 13일 보스턴에서 시작하여 뉴욕까지 동부지역 몇 도시들을 여행한 내용을 담아 영화제작자와 관객의 관심을 모았다. 기술자들의 지속적인 관심으로 투사 방식에 색을 더하는 기법을 적용하는 것은 필연적이었다. 오직 그레이스 데어몬드가 주연한 걸프 비트윈의 몇 장면만이 지금까지 남아있다.

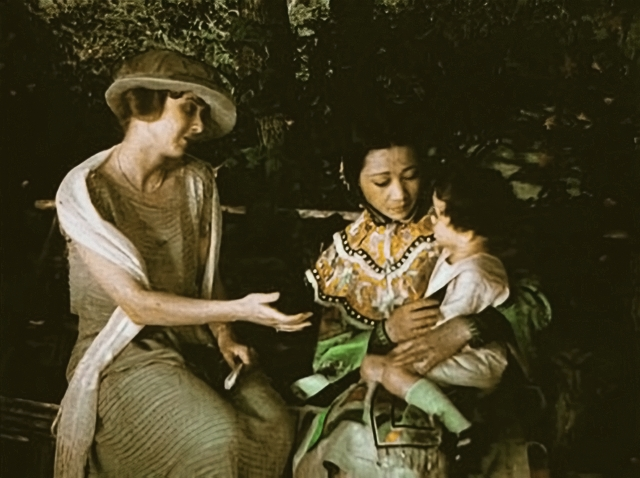
테크니컬러 영화 《바다의 희생자》(1922)의 장면

#### 2세대
색을 덧붙이는 기법에 미래는 더 이상 없음을 깨달은 컴스턱, 웨스콧, 칼머스는 색을 빼는 기법에 집중하기로 한다. 기술이 축적되어 결국에는 2세대로 불린다.(1922)(1900년대 후반에는 명칭이 어긋나 "투스트립 테크니컬러"(two-strip Technicolor)로 불린다.) 이전에는 특수 테크니컬러 카메라가 빔분할기로서 녹색필터, 적색필터를 차례대로 2개의 프레임을 각각 노출했다.
2색 네거티브 필름은 프린트하기 위해 색을 빼는 방식의 사용한 것이 차이점이다. 색이 프린트에 물리적으로 나타나 특별한 영사장비가 필요하지 않았고 색이 올바르게 입혀진 두 이미지는 영사전문가의 도움을 필요치 않았기 때문이다.
녹색필터를 낀 프레임은 한 흑백 필름 스트립에 비춰졌고 적색필터를 낀 프레임은 다른 스트립에 비춰진다. 개선을 거쳐서 각 프레임의 색이 맞춰지는데 필터의 색과 어우러진다. 녹색필터에는 주황-적색이 적색필터에는 청록-녹색이 적용된다. 착색과는 달리 전체 이미지에 균일한 색의 막을 쓰고 흑백 은색이미지는 떨어져 투명한 유제가 입히도록 작용해 비로소 밝은 부분은  깔끔하게 남고 검은색 부분은 진하게 색이 입혀진 반면 중간 톤은 부분적으로 색이 입혀진다. 필름통에 담긴 두 프린트는 일반적인 필름 두께의 절반에 불과하고 서로 맞붙으며 영사화면을 연이어 만든다. 《바다의 희생자》는 1922년 11월 26일에 상영되었는데 2세대 테크니컬러로 제작된 첫 대중 영화이다.

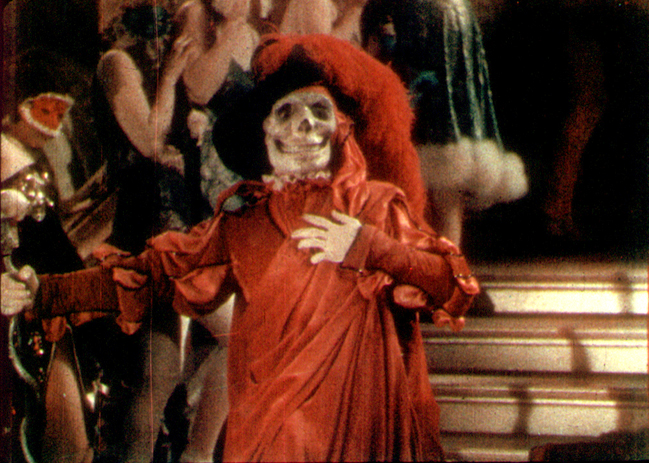
《오페라의 유령》(1925) 프레임을 확대한 부분이다. 이 작품은 실내 세트장에서 사용된 최초 작품 중의 하나이고 했고 다양하게 촬영됨을 보여주었다.

두번째 테크니컬러 작품은 1924년에 개봉한 《황무지의 방랑자》이다. 2세대 테크니컬러는 또한 《십계》(1923), 《오페라의 유령》(1925), 《벤허》(1925), 더글라스 페어뱅크스의 《검은 해적》(1926)과 같은 대작에 적용됐다.
상업적으로 성공하였다고 해도 2세대는 기술적인 문제에 직면했다. 영사에 쓰이는 두 이미지가 같은 면에 완벽하게 맞지 않고 담겨 어긋남이 생긴다는 문제였다. 이 문제점은 투사 광학 관점에서 거리에 비해 초점이 맞지 않는다는 점에 기인했다. 더 심각한 문제는 말리는 현상이었다. 필름이 재사용을 거치면 대게 원형으로 말리고는 했다. 영화가 상영될 때마다 각각의 프레임이 차례대로 영사기 입구의 강렬한 빛에 열을 받아 조금씩 불룩해졌다. 프레임이 빛을 쬐어 주둥이를 거친 후 식혀주면 불룩함이 누그러들었지만 여전히 불룩했다. 접합한 프린트는 휘기 쉬울 뿐만 아니라 휘는 방향이 앞에서 뒤로 혹은 그 반대로 중구난방 바뀌었고 솜씨좋은 영사전문가라고 하더라도 말림의 방향이 바뀔 때마다 중간부분이잠깐 튀어나오는 것을 방지하지는 못했다. 테크니컬러는 새로운 프린트를 공급해야했고 말려진 프린트는 보스턴 연구소로 보내 반반하게 만들어 최소한 한 번은 다시 쓸 수 있었다. 양쪽 표면에 이미지가 있어 긁힘에 아주 취약한 이유는 긁힘이 눈에 생생하게 띠었기 때문이었다. 2세대 필름을 산만하게 겹붙이면 영사기를 통과할 때 약한 접점의 결과로 낭패를 보았다. 이러한 문제들이 불거지기 이전에 테크니컬러는 이미 접합한 프린트 방식을 임시방편으로 인식하여 다음 세대를 개발할 준비를 마쳐놓았다.

#### 3세대
1916년에 맥스 핸시글이 동일 색을 옮기는 기술을 바탕으로 영화에 처음 적용하여 3세대(1928)를 개발하였고 색깔 흡수의 이점으로 만든 이중 접합 프린트로 만든 영사용 필름에 끝을 고했다. 3세대 테크니컬러 카메라는 2세대의 그것과 동일했고 차례대로 각각의 적색필터와 녹색필터를 낀 흑백 프레임을 영사했다.
연구소에서는 프레임을 바꿔가며 프린트하는 방식으로 분류를 했는데 네거티브 필름을 색이 그대로 옮겨지는 2개의 프레임에 번갈아 색을 입혔고 적색 필터링된 프레임은 특별히 준비한 "매트릭스"라는 이름의 필름 스트립 위에 프린트하고 녹색 필터링된 프레임은 다른 매트릭스 필름에 프린트하는 식이었다. 제작 중에 매트릭스 필름을 녹이는데 쓰는 젤라틴의 일부분이 굳었는데 빛을 강하게 쬐어주면 녹아내렸다. 녹아내린 잔여물은 씻어버렸다. 그 결과로 2 개의 안정적인 이미지는 단단하고 가장 두꺼운 젤라틴은 네거티브 필름에서 가장 선명하고 노출이 가장 적었다.
각각의 최종 색입힘을 끝내기 위해 염색통에 매트릭스 필름을 적셨고 그 색은 카메라 필터 색과 이른바 보색 관계였다. 적색필터링된 프레임을 입은 스트립은 청록-녹색이 입혀지고 녹색필터링된 프레임 스트립은 주황-적색이 입혀진다. 각 프레임에 젤라틴이 두꺼우면 색도 잘 빨아들였다. 평평하게 젤라틴이 코팅된 "비어 있는" 필름에 각 매트릭스 필름을 차례로 붙여 젤라틴이 매트릭스의 염색을 "빨아"들였다. 키틴질로 탈아세틸화한 매염제를 프린팅하기 전에 비어 있는 필름에 바르고 염색이 흡수된 이후에는 번지거나 흘러내리는 것을 방지했다.
염색 흡수기법이 광학 사운드트랙에는 적합하지 않아서 매우 높은 유화제가 필요했는데 유성영화를 만드는 과정에서 "비어 있는" 필름은 기존의 흑백필름이었고 테두리선과 마찬가지로 사운드트랙은 색을 입히는 기법보다 평범하게 제작되었다.
테크니컬러 3세대로 만든 첫작품은 《바이킹》(1928)이었고 음악과 음향효과를 지원했다. 영화의 음악와 함께 《붉은 야만인》(1929), 《신비의 섬》(1929)은 일부분 음성지원하는 대사가 있는 부분이 대부분 촬영되었지만 역시나 흑백인 부분도 있었다. 다음의 음성지원 영화는 완전히 혹은 거의 테크니컬러 3세대로 제작했다. 《브로드웨이의 황금광들》(1929), 《쇼오브쇼》(1929), 《샐리》(1929), 《베가본드 킹》(1930), 《팔로우 스루》(1930), 《골든 던》(1930), 《홀드 에브리씽》(1930), 《로그 송》(1930), 《송 오브 플레임》(1930), 《송오브웨스트》(1930), 《라이프 오브 더 파티》(1930), 《스윗 키티 벨라스》(1930), 《브라이드 오브 더 리저먼트》(1930), 《맘바》(1930), 《우피!》(1930), 《킹 오브 재즈》(1930), 《언더 어 텍사스 문》(1930), 《브라이트 라이츠》(1930), 《비에니즈 나이츠》(1930), 《우먼 헝그리》(1931), 《키스 미 어게인》(1931), 《피프티 밀리언 프렌치맨》(1931) 게다가 작품의 다수는 테크니컬러 시퀀스로 개봉했다. 어브 이웍스, 왈터 란츠와 같은 프로듀서들이 만든 컬러 유성 만화를 포함한 단편들이 테크니컬러 3세대로 다수 제작되었다. 《송 오브 플레임》은 와이드스크린(비토스코프라 불리는 65mm 필름을 사용한 시스템을 채택)을 적용한 최초의 컬러영화가 되었다.
1931년에는 테크니컬러 3세대가 개선되어 더 생생하고 선명한 색감을 나타냈다. RKO 픽처스는 《더 런어라운드》(1931)라 불리는 영화에 처음 3세대를 사용했다. 이 새로운 기법은 색감을 살릴 뿐만 아니라 얼룩(벌레같이 생김)을 스크린에서 지웠는데 이 얼룩으로 예전에는 테두리가 흐릿하고 화면이 흐려졌다. 이 신기술은 비용을 줄였는데(30평방센티미터당 약 100원에서 80원으로) 색 혁명의 도래였다. 워너브라더스는 다음 세 영화(제작 계획을 발표한 6편 중에서)를 내세워 다시 한번 첫 주자가 되었다(《맨하탄 퍼레이드》(1932), 《닥터X》(1932), 《밀랍박물관의 미스터리》(1933)). RKO 픽처스는 이 새로운 기업으로 영화 4편을 더 만들겠다는 계획을 발표했다. 하지만 이 중 《Fanny Foley Herself》(1931)라 불리는 오직 한 편만이 실제로 제작됐다. 파라마운트 픽쳐스가 8편의 작품 계획을 발표하고 MGM이 2편의 컬러 영화를 만들겠다 했지만 약속은 실현되지 않았다. 이는 새로운 컬러영화에 대한 대중들의 미지근한 반응 때문이었을 것이다. 독립적으로 제작된 《레공: 처녀의 춤》(1934)과 《킬루 더 타이거》(1935) 등 2편의 영화가 개선된 테크니컬러로 제작되었다.
테크니컬러 2세대와 3세대로 만들어진 극소수의 영화만이 살아남는다. 1940년대 후반에 테크니컬러는 창고정리를 위해 영화 대부분을 폐기했는데 스튜디오가 재활용을 그만둔 이후의 일이다. 1950년대에 원본 테크니컬러 작품이 살아남아 텔레비전용 흑백작품으로 사용되었지만 사용 직후에 폐기했다. 이는 초기의 많은 컬러영화들이 흑백영화로 남겨진 이유이다.
마이너 영화사로 시작해 메이저 스튜디오로 도약한 워너브라더스는 영화의 도입부에 소리를 삽입했고 영화 품질을 개선하기 위해 테크니컬러 프린팅을 설립했다. 컬러영화 혹은 테크니컬러로 영화를 만들었던 워너 브라더스를 따라 이중천연색 컬러와 멀티컬러(후에 시네컬러라 불림)와 같은 다른 쟁쟁한 기법들도 도입했다.
결과적으로 색의 도입은 비용을 어느정도 아꼈지만 영화팬을 더 늘리지는 못했다. 이와 더불어 대공황이 영화사들의 자금 사정을 악화시켰고 테크니컬러의 매출 창출은 끝을 고했다.

### 쓰리스트립 테크니컬러

#### 4세대: 개발과 도입
1924년 테크니컬러는 이미 컬러 영화제작의 구상단계였고 1929년까지 실제로 개발을 진행 중이었다. 할리우드는 1929년과 1930년에 상당수의 테크니컬러 영화를 제작했고 많은 이들은 머지않아 영화계가 컬러영화 제작만을 고집하리라 믿었다. 하지만 1931년까지 대공황이 영화 산업에 타격을 주었고 이는 제작 비용 삭감으로 이어졌다. 1932년이 되어서 컬러영화 제작 수는 뚝 떨어졌지만 그 시점에 버튼 웨스콧과 조셉 A. 발은 3색 컬러 영화 카메라 제작을 끝마쳤다. 이전에 사용하던 갑갑한 적녹 스펙트럼에 대항해 테크니컬러는 스튜디오를 다채로운 색으로 물들일 준비가 되었다. 새로운 카메라는 흑백 필름 3개를 동시에 노출했는데 촬영한 각각의 필름은 다양한 색으로 스펙트럼을 이뤘다. 새로운 제작 기법은 1955년 마지막 작품까지 이어진다.

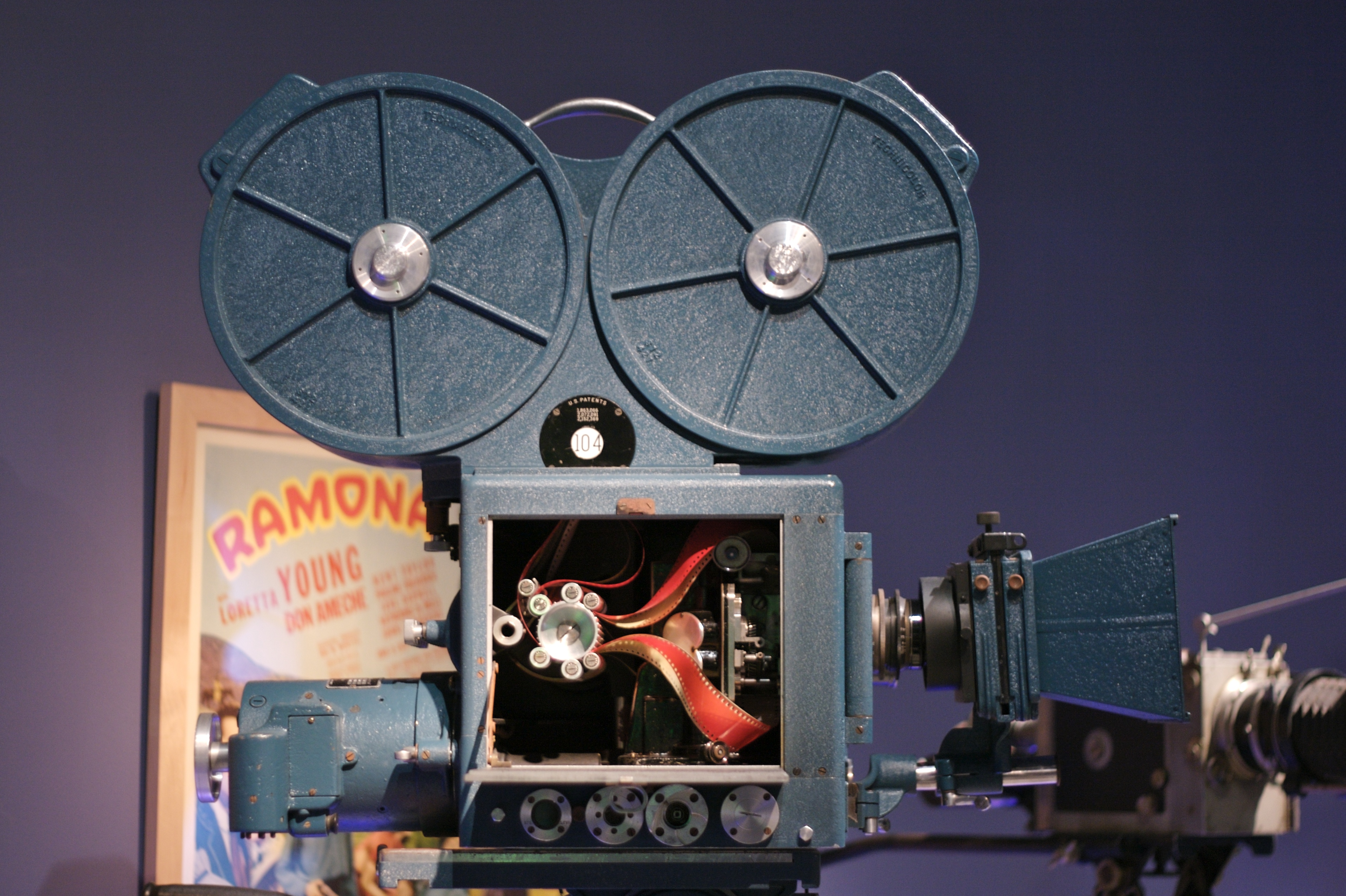
1930년대의 3색 테크니컬러 카메라

대부분의 총천연색 영화에 비해 테크니컬러는 색을 더하는 방식이 아니라 색을 빼서 섞는 이점을 가졌다. 색을 더하는 방식의 키네마컬러나 크로노크롬 제작 방식과 달리 테크니컬러는 특수 투사 장비를 필요로 하지 않았다. 색을 더하는 듀페이컬러와 다른점으로 투사된 이미지는 빛을 흡수하거나 모자이크가 두드러진 필터 레이어를 사용하지 않아 빛이 침침하지 않다는 것이다. 중요한 사실은 색을 빼는 방식과 다르게 테크니컬러는 화질과 프린팅의 속도가 균형을 잡았다는 점이다.
테크니컬러 4세대 카메라는 미첼 카메라 코퍼레이션이 테크니컬러의 상세사양에 맞춰 만들었고 내부의 컬러 필터, 분사 큐브 프리즘 안에서 표면을 분사하도록 만든 빔 분사기, 흑백 필름 3통(그래서 "3색"이라 일컬음)이 들었다. 빔 분사기로 카메라 렌즈를 통해 들어오는 빛의 3분의 1만을 반사기와 녹색 필터를 통과하면 하나의 필름에 상을 맺어 스펙트럼에 녹색 화면만을 기록했다. 나머지 빛의 3분의 2는 거울에 반사되어 자홍색 필터를 통과하였고 그 결과로 녹색을 흡수하고 적색과 청색 스펙트럼만 빠져나오게 한다. 이 필터 뒤에는 유화제가 다른 필름 2줄 표면을 서로 맞붙게 도왔다. 필름의 앞면은 적색방지 정색이라 푸른빛만 기록한다. 유화제 표면에 적색-주황 코팅이 되어 반대편 적색에 민감한 전정색(많은 색을 사용한) 유화제에 푸른빛 맺힘을 막아 적색만 스펙트럼에 기록한다.
네거티브 필름 3개는 각각 특수 매트릭스 필름에 프린트한다. 제작을 거치고 나면 매트릭스 필름 3개를 차례로 표현하는 젤라틴의 두드러짐은 미세하지만 각 필름의 가장 두꺼운(그리고 가장 흡수를 많이 한)부분은 어둡고 얇은 부분은 밝다. 매트릭스 필름은 각각 염료에 담겨 네거티브 필름에 기록된 빛깔(청록은 적색, 자홍색은 녹색, 노란색은 청색에 담기는데 테크니컬 컬러 프린팅 토론을 보려면 CMYK 감산혼합을 참조하라)을 흡수한다.
미리 테두리선을 인쇄하고 사운드트랙이 입혀진 흑백필름은 처음에 매염하고 그 다음 3색이 입혀진 매트릭스 필름을 각각 가져다 붙이고 컬러 이미지를 만들어낸다. 각각의 염료는 젤라틴에 담고 흡수하여 스트립에 코팅했는데 단순히 표면에 붙이는 것이 아니어서 "염료 흡수"라는 용어를 만들었다. 엄밀히 말하자면 이는 기계적인 프린팅 기법으로서 평판인쇄나 석판인쇄와는 비교가 애매하고 사진술이라 부를 수 없는데 프린팅할 때 빛 노출에 의한 화학적인 변화가 없기 때문이다.
4세대 필름 초기에는 미리 프린트된 필름의 절반이 녹색으로 칠해진 흑백 필름이었고 이른바 키(Key) 혹은 K 레코드라 일컬었다. 필름 제작 기법은 대게 사진 속 뾰족한 부분 주위로 다른 색들로 뒤범벅되어 비현실적이었다. 또한 프린징 현상라고도 불린다.) 검은색이 덧칠해지면 최종 프린트에 대비가 심해지고 비현실적인 부분을 가린다. 하지만 대체적으로 결과물은 다채로운 색이 어느정도 나타난다. 1944년에 테크니컬러는 이러한 단점을 보완하는 제작기법을 개발했고 K 레코드는 이로써 끝이 난다.

#### 한발 빨리 도입한 디즈니
칼머스는 월트 디즈니를 설득하여 《엉터리 교향곡》의 에피소드인 《꽃과 나무》(1932)를 4세대인 "3색" 컬러 영화로 제작하여 첫걸음을 내딛는다. 다채로운 테크니컬러에서 잠재성을 본 디즈니는 4세대를 독차지하려 1935년 10월까지 계약서를 연장한다. 플라이셔 스튜디오와 어브 이웍스 스튜디오와 같은 다른 애니메이션 제작자는 소외되어 2색 테크니컬러에 만족하거나 시네컬러와 같은 경쟁사 제품을 사용해야 했다.
《꽃과 나무》(Flowers and Trees)라는 작품은 관객몰이에 성공하고 호평을 받아 처음으로 아카데미 단편 애니메이션 부문에서 상을 거머쥔다. 1933년부터 엉터리 교향곡의 모든 후속작이 3색 컬러영화로 만들어진다. 《엉터리 교향곡》의 에피소드인 〈아기돼지 삼형제〉(1933)는 관객의 긍정적인 반응을 이끌어내어 제목인 엉터리교향곡보다 더 유명해졌다. 할리우드는 컬러 영화 제작에 다시 뛰어든다. 잡지 《포춘》에 따르면 RKO 픽처스의 제작자이자 《킹콩》(1933)의 감독인 메리안 C. 쿠퍼는 《엉터리 교향곡》의 에피소드 한편을 보고 다시는 흑백영화를 절대 만들고 싶지 않았다."고 한다.
60년대 디즈니의 첫 작품이기도 한 테크니컬러 만화는 3색 테크니컬러 카메라를 사용했고 1937년쯤 "연속 노출"을 만들어 사용한다. 이러한 3색 제작기법은 만화 작품을 위해 먼저 개량한 것인데 한줄의 흑백 네거티브 스트립이 담겨졌고 애니메이션 한장면에 3번을 촬영하여 연속적인 프레임을 만들어 적색, 녹색, 청색의 필터를 뒷면에 덧붙였다(이른바 "테크니컬러 휠"(Technicolor Color Wheel)라고 하는데 영화제작 서비스를 하는 포토소닉(Photo-Sonics)의 애니메이션 카메라를 사용한 에이크미(the Acme)의 하나이다.) 염료 프린팅 3개가 각각 매트릭스 필름을 물들이는데 적색, 녹색, 청색의 레코드가 보색인 청록색, 자홍색, 노란색에 각각 물드는 식이다.
연속 노출은 디즈니의 트루라이프어드벤쳐(True Life Adventure) 다큐멘터리에도 적용되었는데 16mm 코닥크롬(Kodachrome) 필름을 미세한 촉감의 35mm SE 네거티브 필름 크기로 복제하고 한 번 거쳐가면 16mm를 천천히 훑는 도중에 색혼합으로 인한 잡티를 제거했다. 라이브액션에 쓰이는 SE 네거티브 필름은 다른 테크니컬러 제작방식에 더해져 필요에 따라 SE 애니메이션을 만들거나 라이브액션 스튜디오에 3색 카메라를 사용하는 등 제작 기법을 섞기도 했다.

#### 확신 선 할리우드
스튜디오들은 여건이 마련된다면 3색 테크니컬러를 적용하여 라이브액션 애니메이션을 만들기를 원했다. 3색 테크니컬러를 촬영하기 위해서 매우 밝은 빛이 필요해 영화의 빠르기는 ASA 5의 속도로 끔찍하게 느려졌다. 이에 카메라를 다수 사용하고 3색 시네마토그라피를 많이 접하지 못한 탓에 스튜디오 회의실에 의심이 기운이 감돌았다.
1934년 9월 잡지 《포춘》이 중점을 둔 기사는 회사 설립부터 당시까지 10년의 기간 동안 수익이 두 배 밖에 되지 않고 아직 대박을 치지도 않았음에도 테크니컬러 회사의 투자자들이 기뻐했다는 점에서 테크니컬러는 대단한 회사라는 이야기였다. 실제로 관리를 잘하는 회사였는데 칼머스의 심복들이 회사 주식의 절반을 통제하여 테크니컬러는 은행이나 적대적인 투자자 누구에게도 경영권을 양도하지 않았다. 30년대 중반에 MGM을 제외한 모든 메이저 스튜디오가 금융 침체를 겪었고 테크니컬러는 촬영기법의 폭을 넓히며 암울한 업계에 한줄기 빛이 되었다.
1933년 11월에 테크니컬러의 허버트 칼머스와 RKO는 앤 하딩이 처음에 주연을 맡아 3색 테크니컬러 영화인 《바깥 세상》(The World Outside)의 제작 계획을 발표했다.
처음 선보인 라이브액션 3색 테크니컬러 작품은 MGM의 《고양이와 허수아비》였고 뮤지컬 작품으로서 1934년 2월 16일에 개봉했다. 1934. 7월 1일에는 MGM이 《헐리우드 파티》를 열었고 테크니컬러 애니메이션인 핫초콜릿 군인(Hot Choc-late Soldiers)을 월트 디즈니에서 제공했다. 같은 해인 7월 28일에 워너브라더스가 미소를 지으며 《서비스》(Service with a Smile)를 개봉하였고 《굿모닝 이브》(Good Morning, Eve!)를 9월 22일에 뒤이어 개봉하였는데 레온 에롤 주연의 코메디 단편으로 3색 테크니컬러 영화였다. 파이오니어 픽처스는 테크니컬러 투자자들이 설립한 영화사로 3색 테크티컬러 라이브액션 단편 영화인 《라차쿠카라차》를 제작하여 1934년 8월 31에 개봉했다. 라차쿠카라차는 2개의 필름을 사용한 뮤지컬 코메디로 65만달러가 들었는데 2개의 필름을 사용한 흑백영화의 4배에 달하는 액수였다. 개봉은 RKO가 맡았는데 이 단편은 당시 새로운 테크니컬러를 소개하며 라이브액션 필름의 가능성을 열어준 성공작이었다. 3색 테크니컬러는 1934년에 영화 시리즈물도 다수 제작에 기여했고 조지 알리스가 주연한 《로스차일드 가문》의 마지막 시리즈와 에디 칸터가 주연한 《키드밀리언스》도 이에 해당한다.
파이오니어와 RKO의 합작인 《베키샤프》(1935)는 3색 테크니컬러를 통틀어 최초 실사 영화작품이다. 처음에 3색 테크니컬러는 실내촬영용이었다. 1936년에는 《더 트레일 오브 론섬 파인》이 처음으로 로케이션하여 깊은 인상을 남겼다. 《백설 공주와 일곱 난쟁이》(1937)가 1937년 12월에 개봉되어 1938년에 최고 흥행작으로 제작사들의 주목을 이끌었다.

#### 한계와 제작의 에로사항
3색 테크니컬러 작품은 특별 제작을 해야해서 무겁고 상당한 덩치의 장비가 필요하다는 큰 약점이 있었다. 스튜디오는 테크니컬러 카메라를 구매하지는 않고 대여를 하여 카메라 전문가와 "색 입히기"를 담당하는 감독이 제작 가능한 세트장과 의상, 화장을 정한다. 초기 제작한 다수의 작품은 허버트의 전처이자 회사 경영자인 나탈리 칼머스가 관리를 맡았다. 영화감독들은 그녀와 일하기를 어려워했는데 빈센트 미넬리는 칼머스 부인과 눈이라도 마주치면 아무일도 하지 못했다고 한다. 영국계 법인들은 영화 제작자의 명성에 먹칠하지 않으려 대게 "색 조절" 작업을 강조했는데 칼머스의 전처는 "테크니컬러 감독"이라는 명칭을 더 좋아했다고 한다. 그녀와 일하는 "협력자" 중 다수는 자격 증명이 되지 않았고 그녀가 은퇴한 후에 그 협력자들은 영국계 법인으로 옮겼는데 레오나르드 도스(Leonard Doss)가 폭스의 컬러 컨설턴트(Fox's DeLuxe Color)를 한 것이 그 사례이다.
이미지를 분할하는 과정은 필름에 닿게되는 빛의 양을 줄였다. 여러 필름통에서 필름이 돌아가는 속도가 엄청나게 느려지자 초기 테크니컬러 작품들은 흑백 영화에 들어가는 빛보다 훨씬 많은 양이 필요했다. 《오즈의 마법사》 필름셋이 스튜디오의 뜨거운 빛을 계속 쬐면 기온이 38도가 넘어 비대한 스태프들은 물을 많이 마셔야 했다. 몇몇 배우와 여배우는 조명도가 높아 눈을 영영 다칠 염려가 있다며 항의를 한다.
추가 조명에, 3배나 많은 필름에, 프린트에 염료를 물들이는 비용까지 테크니컬러는 상당한 예산이 들었다.

#### 이스트먼컬러의 도입으로 인한 쇠퇴

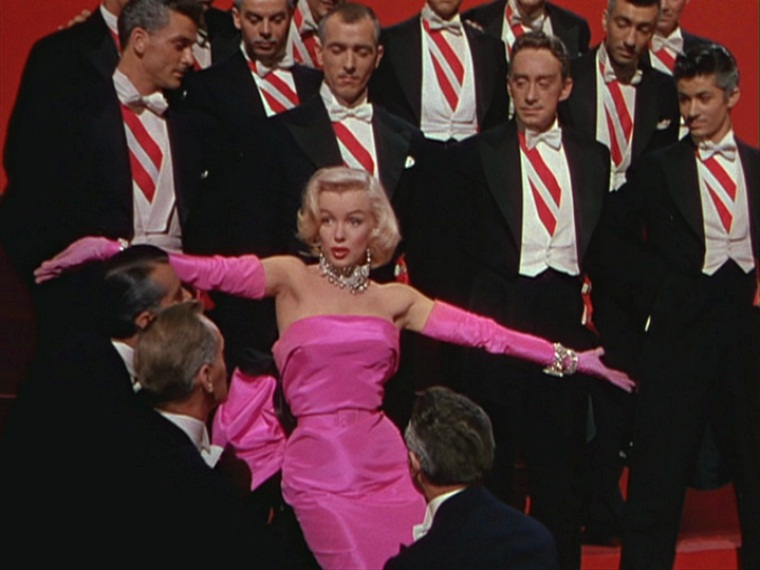
《신사는 금발을 좋아한다》, 1950년대 헐리우드 테크니컬러 영화의 한 사례이다.

3가지 주요 색을 필름 스트립 표면의 유화제에 녹이는 컬러필름은 1930년대 중반에 미국에서 이스트먼코닥이(1935년에 가정용 영화 16mm 크다크롬 필름 사용), 독일에서 아그파가(1936년에 가정 및 슬라이드 겸용 아그파컬러노이) 도입했다. 테크니컬러는 모노팩(Monopack)을 도입했는데 싱글스트립 컬러 리버설 필름으로(35mm 저대비 코다크롬 필름) 1941년에 덩치만 큰 3색 카메라가 효율적이지도 않고 스튜디오 작업에 알맞지 않아 그 자리를 대신했다.
이스트먼 코닥은 1950년대에 35mm 컬러모션네거티브필름(color motion picture negative film)을 처음으로 도입했다.  이스트먼 컬러로 처음 상업화한 영화는 캐나다 국립영화위원회 다큐멘터리인 《로얄져니》로 1951년 12월에 개봉했다. 1952년에는 이스트만 코닥이 필름의 컬러화질을 개선하여 스튜디오가 표준 실사 방식으로 프린트하여 기존에 비싼 염료 흡수 제작방식을 대체하였다. 같은 해에 테크니컬러 연구소는 염료 흡수 방식을 선택하여 매트리스 필름과 흡수 프린트에 이스트먼컬러 네거티브 필름을 직접 물들였고 안스코(Ansco)와 듀퐁(DuPont) 컬러필름도 가능했다. 1954년에는 유니버셜이 제작하고 제프첸들러, 제인러셀이 주연한 《폭스파이어》(1955)는 미국인이 테크니컬러 3색 카메라로 촬영한 마지막 실사 작품이었다.
영화광을 업고 할리우드의 3D작품을 상용화하려 테크니컬러는 베일에 드리워진 3D 영화용 입체카메라를 1953년 3월에 공개했다. 카메라는 2개의 3색 테크니컬러 카메라를 사용하여 총 6개(3줄은 왼쪽 눈에 나머지 3줄은 오른쪽 눈에)의 스트립을 한번에 켰다. 이 카메라가 나왔을 때 오직 두 작품인 《플라이트투탕헤르》(Flight to Tangier)(1953)와 마틴과 루이스의 코메디쇼인 《머니프롬홈》(1954) 만이 촬영됐다. 비슷하지만 다른 회사의 3색 테크니컬러 카메라 2개를 나란히 사용하여 촬영한 영국 단편영화 《로얄리버》(Royal River)도 있다.
테크니컬러 회사가 와이드 스크린 실사 3색 카메라 제작을 다시 만들기로 해 1957년에 테크니라마를 도입하며 테크니컬러 제작의 말로는 더욱 선해졌다. 테크니컬러가 도전한 다른 제작기법은 비스타비전, 토드-AO, 울트라파나비전70이 있다. 모두 3색 네거티브를 개선한 것은 네거티브 프린트 방식에서 날카롭고 고운 염료 입자가 나온 이유때문이었다.
1960년대 중반에 염료를 물들이는 방식은 비용과 상영 속도 문제로 미국에서 인기가 시들해졌다. 미국에서 상영관이 많아지자 평균 상영횟수가 200회에서 250회 정도로 늘어났다. 염료를 물들이는 프린팅이 더 나아진 컬러 프린팅으로 이어지자 프린트의 속도가 빨라져 기존 방식보다 빠르기에서 훨씬 앞섰고 기존의 느린 방식은 테크니컬러 연구소에서만 사용되었다. 테크니컬러로 촬영한 마지막 미국 영화는 《대부2》(1974)이다.
1975년에 미국 필름 염색 공장은 문을 닫고 테크니컬러는 이스트만컬러 제작 기법에 집중한다. 1977년 다리오 아르젠토가 단 하나 남은 프린터로 로마에서 호러 영화 《서스페리아》를 프린트한다. 1980년에 이탈리아의 테크니컬러 공장도 염료로 물들이는 프린팅을 중단한다.
영국의 생산공장은 1978년에 문을 닫고 베이징 필름(Beijing Film)과 비디오랩(Video Lab)에 제작장비를 팔아 중국으로 옮긴다. 중국과 홍콩에서 대량의 영화가 테크니컬러 염료 물들임 방식으로 만들어졌고 장예모의 《국두》(1990)가 그 하나이며 리차드 W. 헤인즈 감독이 제작한 《외계인의 저주》(1989)는 심지어 미국 영화이다. 베이징 생산공장은 열악한 제작과정을 포함한 여러 사정으로 1993년 문을 닫는다.

## 1995년 전후

### 염료 흡수 제작의 재도입
1997년에 테크니컬러는 일반 필름 프린팅에 염료 흡수 방법을 다시 도입한다. 1960년대와 1970년대의 프린팅 방식을 개량했는데 《오즈의 마법사》, 《바람과 함께 사라지다》, 《이창》, 《화니 걸》, 《지옥의 묵시록》과 같이 조건이 맞는 영화만을 되살렸다.
염료 흡수 제작을 재도입하고 제작비가 상당히 높은 헐리우드 현대 작품을 몇몇 제작했다. 《불워스》, 《씬 레드 라인》, 《고질라》, 《토이 스토리 2》, 《진주만》이 이에 속한다.
테크니컬러는 염료 흡수 제작을 중단했는데 톰슨이 회사를 인수한 이후의 일이었다.

### 기록 보관에 쓰이는 염료 흡수 방식 테크니컬러
1990년대 후반에 염료 흡수 제작은 고전영화 기록소에서 여전히 기량을 발휘한다. 염료 흡수 처리방식이 산성염료를 써서 안정적이기 때문에 테크니컬러 프린트는 기록물로 여겨진다. 염료 흡수 방식을 사용하던 시절의 테크니컬러 프린트는 적절하게 보관하면 앞으로 수십년이 지나도 생생하고 멀쩡하게 유지되는 반면 1983년 직전까지 이스트먼컬러 필름에 프린트한 필름은 색바램현상을 피하지 못하는데 UV광선과 뜨겁고 습한 공기에 노출되면 색바램현상을 피하지 못해 필름의 염료가 화학적으로 부적절한 이유에서다. 일부 프린트의 바래짐현상은 너무나 빨라서 5~10년이 지나면 색깔이 적갈색으로 변한다.
게다가 3색 카메라 네거티브필름은 은입자를 첨가한 흑백 필름만을 사용하기 때문에 신경만 써준다면 일정 시간이 지나도 변하지 않는다. 이 중요한 변화로 최근 들어 거대한 필름 시장이 가정용 비디오 방식으로 바뀌게 되었다. 비디오로 옮기기위한 최고의 색보정 재료는 단연히 테크니컬러 네거티브를 광학적으로 프린팅하거나 디지털 용도 흑백 네거티브 필름 3줄을 저대비 필름에 프린팅하는 방식이다. 조지 루카스감독은 기록용 3색 네거티브 필름과 흡수 프린트로 《스타워즈》를 만들었고 이 "보존처리된" 복사본을 참고하고 하나로 모아 스타워즈 1997년 특별판을 만들었다.
테크니컬러 네거티브로 발생한 한가지 문제점은 스트립 간 복사할 때 수축한다는 점이다. 네거티브 필름 3줄은 필름 롤 3개로 촬영하기에 보존 상태에 따라 수축률이 달라졌다. 오늘날 디지털 기술로 네거티브 필름을 정밀하게 일치하여 줄어들은 네거티브 필름을 다른 네거티브 필름에 디지털 방식으로 이식이 가능하다. 녹색 흑백영화 필름은 종종 최고의 고해상도 기록물로 평가받는다. 또한 올바르게 감긴 필름도 고해상도이다.(카메라 렌즈에 따라 유화제 위치가 다름) 수축과 재조정(크기조정)은 연속 노출(단일 RGB 필름롤) 테크니컬러 네거티브 필름이라면 어렵지 않다. 스트립이 3줄이면 아주 쉬워지고 보존한 필름(고운 입자의 파지티브 필름)이 연속노출 방식이지만 필름 길이가 3000피트에서 6000피트가 되어야 하는 반면 3줄 스트립 카메라의 필요 필름 길이는 1000피트에서 2000피트이다(하지만 해당 길이의 필름 3줄이 필요하다.)
현대 복구작업은 3색 필름 스트립의 대비가 같지 않은 점이 해결해야할 문제이다. 이는 테크니컬러 프린트가 (예를 들면) 상이 바래면 색의 균형이 바뀌는 현상이 발생한다. 디지털 미디어로 옮겨 달라진 색균형을 바꾸는 시도가 실패하는 경우는 적다. 하지만 강렬한 이미지 몇 부분을 담은 소수의 작품에서 색이 변형된다. 불꽃의 모습을 담은 장면은 주황색과 노란색을 나타내길 바라지만 종종 녹색으로 묘사된다.

### 오늘날의 테크니컬러
테크니컬러 회사는 아주 성공한 영화 제작사로 남겨진 이후 비디오, 오디오 복제(CD, VHS, DVD 제작)와 디지털 비디오 제작을 한다. 맥앤드류앤포브스는 1982년에 테크니컬러를 1억 달러에 합병하여 1988년에 영국의 칼턴커뮤니케이션스 PLC에 7억 8천만 달러를 받고 넘긴다. 테크니컬러 회사는 2000년 필름 연구소인 CFI를 합병한다. 2001년부터 테크니컬러는 프랑스에 본사를 둔 전자제품 미디어 대기업인 톰슨에 인수된다. 톰슨 그룹의 명칭은 2010년 2월 1일부터 “Technicolor SA”로 변경하는데 미국의 필름 기술 자회사의 이름을 따라 회사의 브랜드를 다시 정립하였다.
염료전달 테크니컬러의 미학은 할리우드에서 지금까지도 활용되고 있는데, 주로 20세기 중반을 배경으로 한 영화에서 그러하다. 하워드 휴스의 전기 영화인 《에비에이터》(2004) 중 일부 장면들은 디지털 처리를 통해 각 시대에 사용되었던 컬러 기법을 흉내내었다.

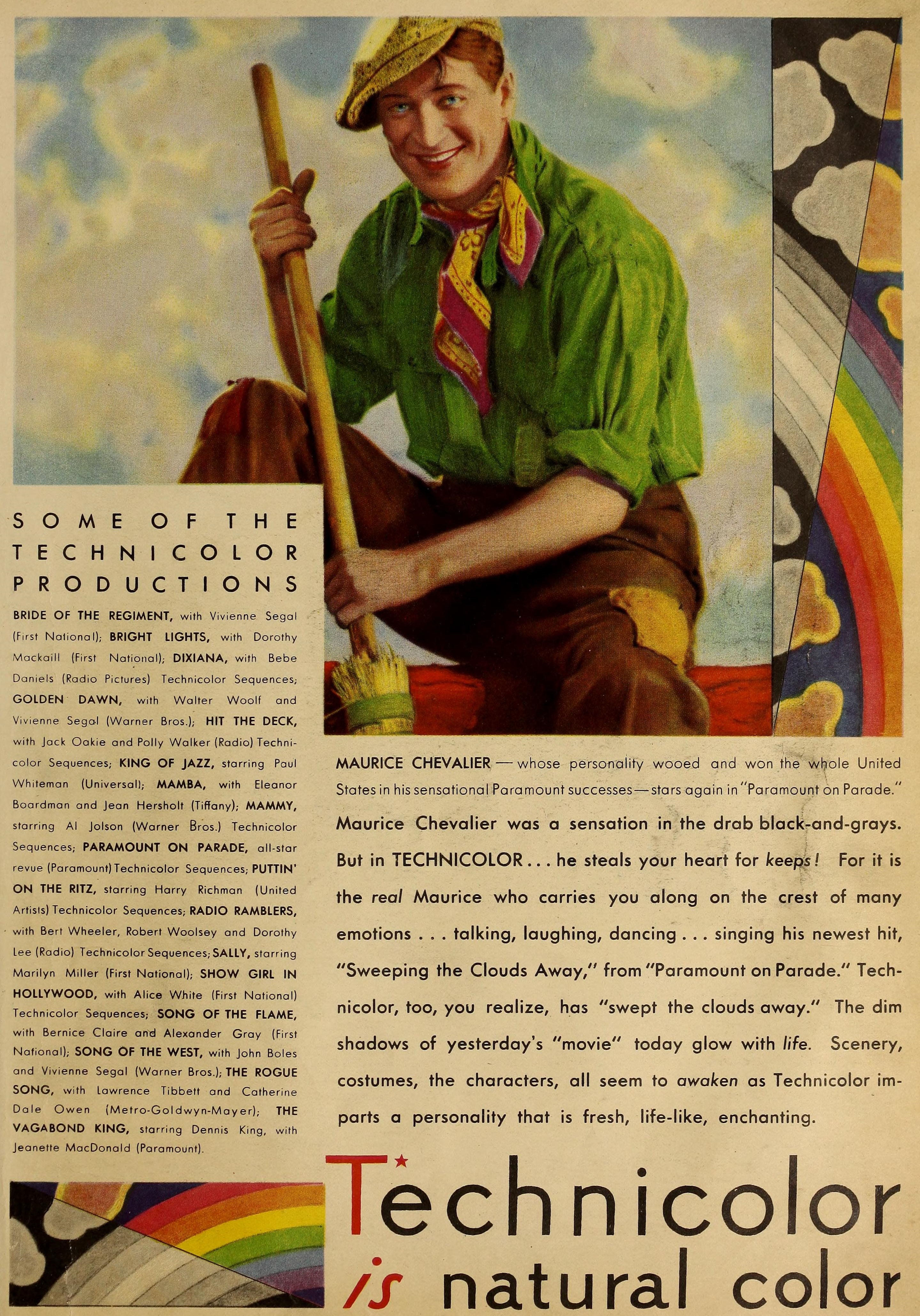
1930년 《파라마운트온퍼레이드》의 광고에 등장하는 모리스 슈발리에

## 같이 보기
- 컬러 사진술

## 참고 문헌
- Fred E. Basten, Glorious Technicolor: The Movies' Magic Rainbow. Easton Studio Press, 2005. ISBN 0-9647065-0-4
- Adrian Cornwell-Clyne, Colour Cinematography. London Champman & Hall, 1951.
- Layton, James – Pierce, David: The Dawn of Technicolor, 1915–1935. George Eastman House, Rochester (N.Y.), 2015. ISBN 978-0-93539-828-1
- Richard W. Haines, Technicolor Movies: The History of Dye Transfer Printing. McFarland & Company, 2003. ISBN 0-7864-1809-5
- John Waner, Hollywood's Conversion of All Production to Color. Tobey Publishing, 2000.
- Herbert T. Kalmus with Elenaore King Kalmus, Mr. Technicolor: The Fascinating Story of the Genius Who Invented Technicolor and Forever Changed the History of Cinema. MagicImage Filmbooks, 1993. ISBN 1-882127-31-5